# أبو عمران الجوني
عبد الملك بن حبيب الأزدي أبو عمران الجوني، تابعي، وراوي حديث نبوي من أهل البصرة من الثقات، روى له الجماعة.

## سيرته
أبو عمران الجوني واسمه عبد الملك بن حبيب البصري، رأى عمران بن حصين، وسمع من بعض الصحابة، وحديثه في الكتب الستة، قال أبو سعيد بن الأعرابي: «كان الغالب عليه الكلام في الحكم»، وكان يقول: «أما والله لئن ضيعنا، إن لله عبادًا آثروا طاعة الله -تعالى- على شهواتهم»، وكان يقول: «أجرى الله علينا وعليكم محنته، وجعل قلوبنا أوطانا تحن إليه.
» توفي في سنة 128 هـ وقيل 123 هـ، وقيل 129 هـ.

## روايته للحديث النبوي
- روى عن: أسير بن جابر، وأنس بن مالك، وجندب بن عبد الله البجلي، وأبي فراس ربيعة بن كعب الأَسلميّ، وزهير بن عَبد الله البَصْرِيّ، وطلحة بن عَبد الله بن عثمان بن عُبَيد الله بن معمر التَّيْمِيّ، وعائذ بْن عَمْرو المزني، وعبد الله بن رباح الأَنْصارِيّ كتابة، وعبد الله بن الصامت، وعلقمة بن عَبد الله المزني، وقيس بْن زيد قاضي المِصْرِين، والمشعث بن طريف، ويزيد بن بنوس، وأبي أيوب الأزدي المراغي، وأبي بكر بن أبي موسى الأشعري، وأبي عسيم.
- روى عنه: أبان بْن يزيد العطار، وجعفر بن سُلَيْمان الضبعي، وأبو قدامة الحارث بْن عُبَيد الإيادي، والحجاج بن فرافصة، وحماد بن زيد، وحماد بن سلمة، وحماد بن نجيح السدوسي، وزياد بن الربيع اليحمدي، وسليمان التيمي، وسهيل بن أَبي حزم، وسلام بْن أَبي مطيع، وشعبة بن الحجاج، وصالح المري، وأبو عامر صالح بن رستم الخزاز، وصدقة بْن موسى الدقيقي، وعبد الله بن عون، وعَبْد العزيز بْن، عبد الصمد العمي، وابنه عويدبن أَبي عِمْران الجوني، ومرحوم بن عبد العزيز العطار، وأَبُو جزء نصر بن طريف، وهارون بن موسى النحوي، وهمام بن يحيى.[2]
- الجرح والتعديل: قال يحيى بن معين: ثقة، وقال أبو حاتم الرازي:صالح، وقال النسائي: ليس به بأس، ذكره ابن حبان في كتاب الثقات، روى له الجماعة.[2]